# Pietro del Donzello

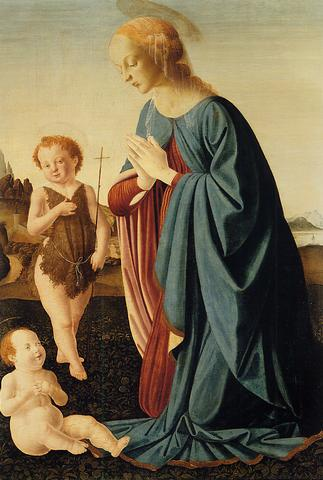
Virgen adorando al Niño con San Juanito

Pietro del Donzello (Florencia, 1452 - Florencia, 24 de febrero de 1509) fue un pintor italiano activo durante el Renacimiento.

## Biografía
Tanto Pietro como su hermano Ippolito deben su apellido al oficio de su padre, que fue mensajero al servicio del gobierno de Florencia (donzello dell' signoria). Ambos figuran en el catastro de 1480 con esta filiación.
Pietro comenzó su formación como artista junto a Giusto de Andrea. Después su labor sería en buena parte artesanal; además de pinturas también se encargaba de decorar estandartes y escudos. Su primera obra documentada es precisamente un estandarte con una figura alegórica de Lombardía (1483, perdido) para la Sala dell'Udienza del Palacio de la Señoría en Florencia. Es probable que el año 1488 lo pasara en Nápoles trabajando en la decoración de Poggio Reale. También trabajó entre 1503 y 1507 para la Opera del Duomo, para quien realizó diversos estandartes y blasones. Para el refectorio del Ospedale di San Matteo confeccionó los bancos y una de sus pocas obras pictóricas documentadas en Florencia: una Crucifixión con dos ángeles (1506, perdida). También es de su mano una Anunciación todavía conservada en la Capilla Frescobaldi en el Santo Spirito. Estas obras sugieren a Pietro como un modesto aunque dotado seguidor del estilo de otros artistas de mayor envergadura como Domenico Ghirlandaio o Lorenzo di Credi.